# Slettebakken

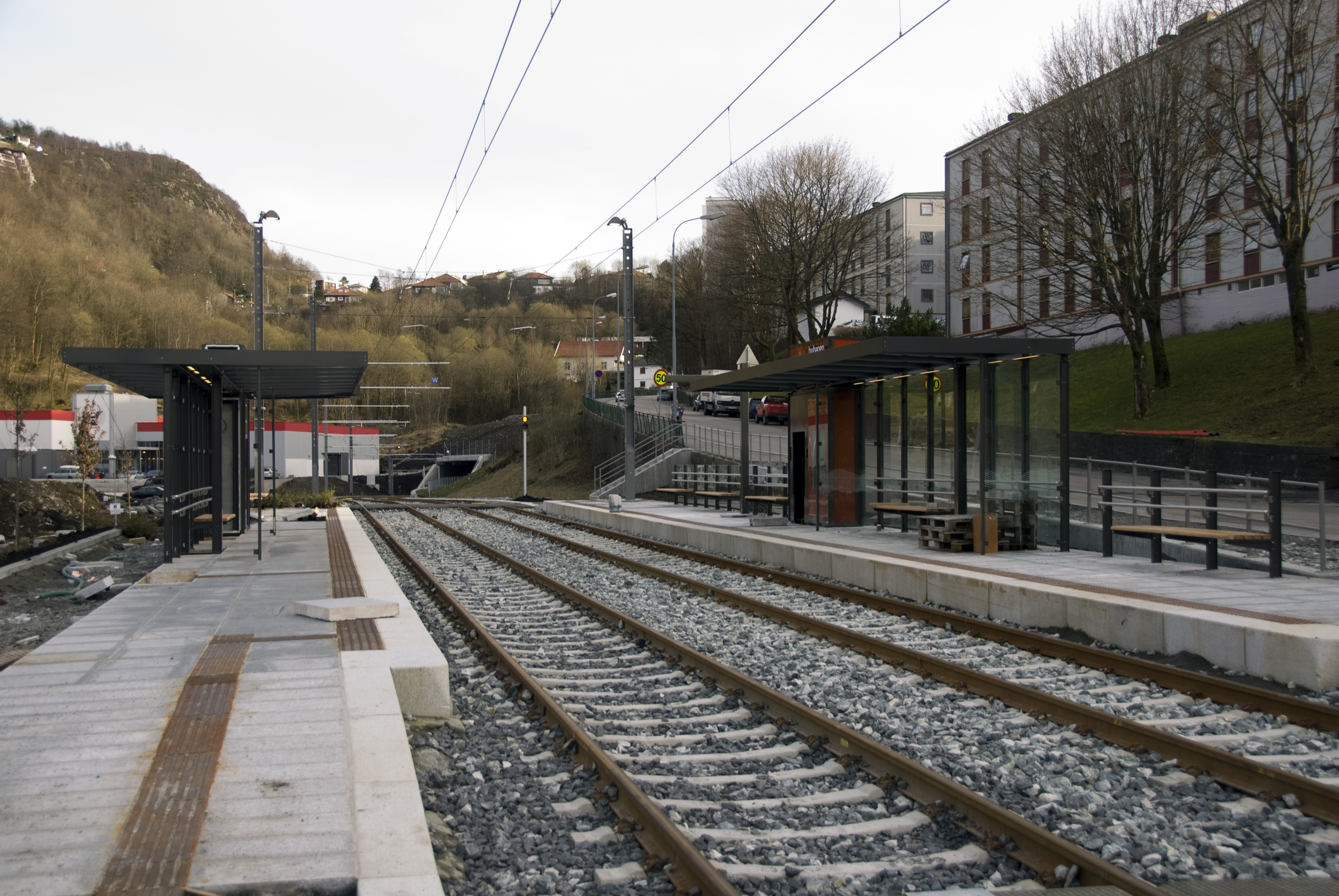
Tramhalte Slettebakken met in de verte de ingang van de Slettebakkentunnel

Slettebakken is een wijk in het stadsdeel Årstad in de Noorse stad Bergen. De wijk omvatte in 2017 de grunnkretsen (Noorse statistische basiseenheid) Inndalen, Rautjern, Ernst Sarsweg, Langhaugen, Joachim Lampesweg, Henrik Mohnsweg, Fageråsen, Tveitevannet, Adolph Bergsweg, Nordahl Rolfsensweg, Vestrebø, Bergenshallen, Knausen, Paddemyren en Mannsverk, met tezamen 7514 inwoners en een oppervlakte van 1,12 km² land en 0,04 km² aan zoetwater. Slettebakken grenst in het westen aan Minde, in het noorden aan Kronstad, in het oosten aan Landås, en Fantoft en Nattlandsfjellet in het zuiden.

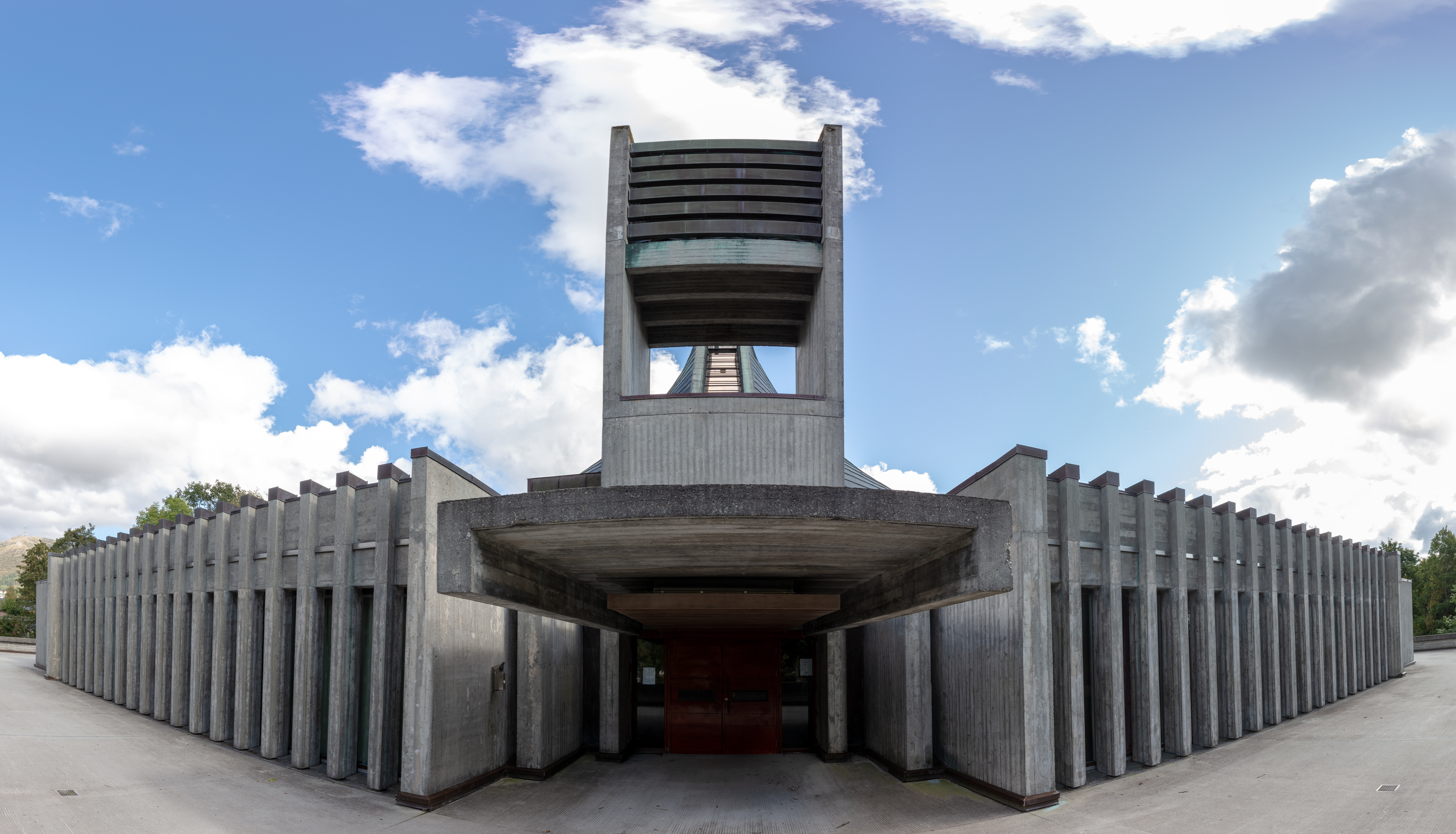
Ingang van de Slettebakkenkerk

Een bekende bezienswaardigheid in Slettebakken is de Slettebakkenkerk, een brutalistisch bouwwerk uit 1970 van de architect Tore Sveram. Men vindt in de wijk de Bergenshallen en de International School of Bergen. Verder bestaat het gebied vooral uit woonwijken. Er zijn drie haltes van de bybanen in het gebied: Slettebakken, Sletten en Brann stadion.

## Afvalstort Slettebakken
Slettebakken fungeerde tussen 1940 en 1961 als afvalstortplaats voor de wijken Gyldenpris en Årstad. Studies wijzen uit dat het grondwater van het gebied nog steeds ernstig vervuild is. Er is een project om de ergste vervuiling te saneren; dit zou rond 2024 voltooid moeten zijn.